# Passiflora dioscoreifolia
Passiflora dioscoreifolia là một loài thực vật có hoa trong họ Lạc tiên. Loài này được Killip mô tả khoa học đầu tiên năm 1924.